# Château de Doornenburg
Le Château de Doornenburg (en néerlandais: Kasteel Doornenburg) est un château néerlandais du XIVe siècle.
Le château est situé à l'est de la Betuwe et au centre de la province de Gueldre, près du village de Doornenburg. Il se compose d'une basse-cour extérieure et d'une basse-cour principale, qui sont reliées par un étroit pont en bois. C'est l'un des châteaux les plus grands et les mieux conservés des Pays-Bas.

## Histoire
Au IXe siècle, il y avait déjà une maison forte sur le site du château, connue sous le nom de Villa Dorenburc. Ensuite, un modeste château a été créé au XIIIe siècle. Le château principal actuel a été construit au XIVe siècle et achevé au XVe siècle. La cour extérieure a été établie au XVe siècle. La cour extérieure contient des quartiers d'habitation, une chapelle et une ferme. Cette dernière est unique pour un château néerlandais.
Le château de Doornenburg est resté habité jusqu'au XIXe siècle. Puis il est tombé en désuétude. En 1936, l'association Stichting tot Behoud van den Doornenburg a été créée, qui a fait restaurer le château à partir de 1937. La restauration a été achevée en 1941. À la fin de la Seconde Guerre mondiale, le château est presque entièrement détruit. On a longtemps pensé qu'il avait été détruit par les Allemands, mais il s'est avéré qu'il avait été touché par un bombardement britannique en mars 1945. Le château a été entièrement reconstruit de 1947 à 1968.
En 1968, la série télévisée Floris a été tournée dans ce château rebaptisé sous le nom d' Oldenstein dans la série.
Pour le film Où est le grand livre de Sinterklaas ? à partir de 2019, le château a servi de lieu de tournage.

## Propriétaires et résidents
Les personnes qui suivent ont possédé et ont résidé dans le château  :
- Willem van Doornick sr. jusqu'à 1313
- Willem van Doornick jr. 1313 - après 1346
- Sophia van Bueren après 1346 - 1385
- Johan van Bylandt 1385 - avant 1391
- Dirck van Bylandt 1402 (prêt) - 1427
- Johan van Bylandt 1427 - 1453
- Sophia van Bylandt 1453, 1457, 1467, 1474, 1481
- Johan van Homoet 1459 - avant 1481
- Maria van Homoet 1459 - 1500
- Margriet van Homoet 1459 - 1519
- Adolff van Wilack 1467 - 1474
- Reinier van Rechteren van Voorst 1520 - 1544
- Sweder van Voorst 1544 - 1592
- Wilhelmina van Voorst 1592 - 1621
- Sweder van Amstel van Mynden 1621 - 1658
- Gerardt van Amstel van Mynden 1658 - 1694
- Jacob van Amstel van Mynden 1694 - 1727
- Berendina van Heemskerck van Bekesteyn 1728 - 1729
- Johan Jacob van Heemskerck van Bekesteyn 1729 - 1731
- Maria Geertruid van Heemskerck van Bekesteyn 1731 - 1742
- Hendrina Justina van Heemskerck van Bekesteyn 1742 - 1767
- Jacob Boudewijn van Bemmel 1767- 1799
- Maria Clara von Delwig 1799 - 1847 (usufruit)
- Wilhelmus Jacobus Josephus Theodorus Henricus van der Heyden 1809 - 1810
- Judocus Henricus Antonius Adrianus Josephus Joannes Baron van der Heyden 1810 - 1811
- Clemens Fredericus Wilhelmus baron van der Heyden 1811 - 1838
- Joannes Nepomucenus Judocus Henricus Canisius baron van der Heyden 1838 - 1864
- Alexander Amandus Josphus Canisius baron van der Heyden 1864 - 1879
- Alexander Eduard Carel Canisius baron van der Heyden 1879 - 1936
- Dr. J.H. van Heek (nl) 1936
- Stichting tot Behoud van den Doornenburg 1936 - aujourd'hui

## Galerie

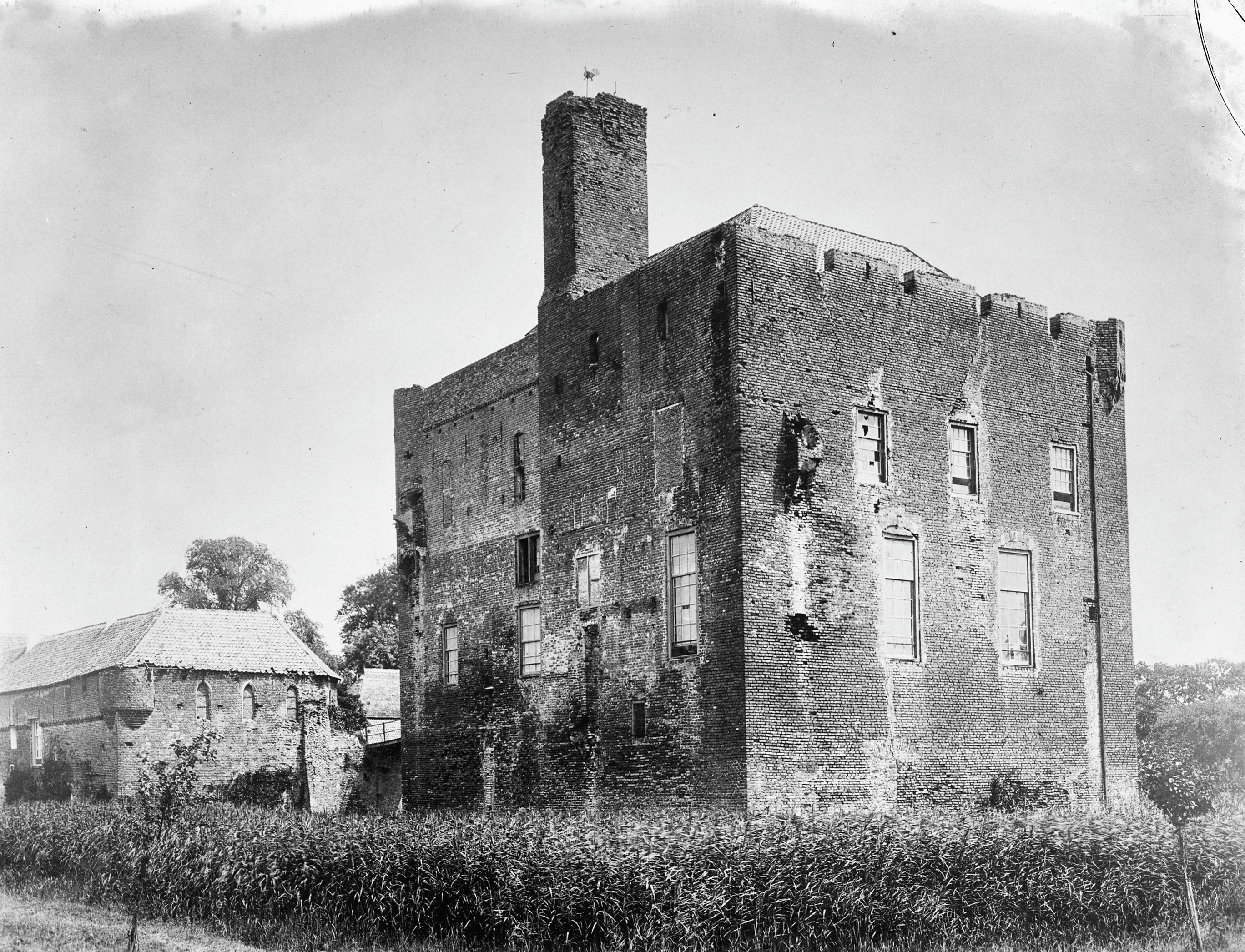
Le château avant restauration
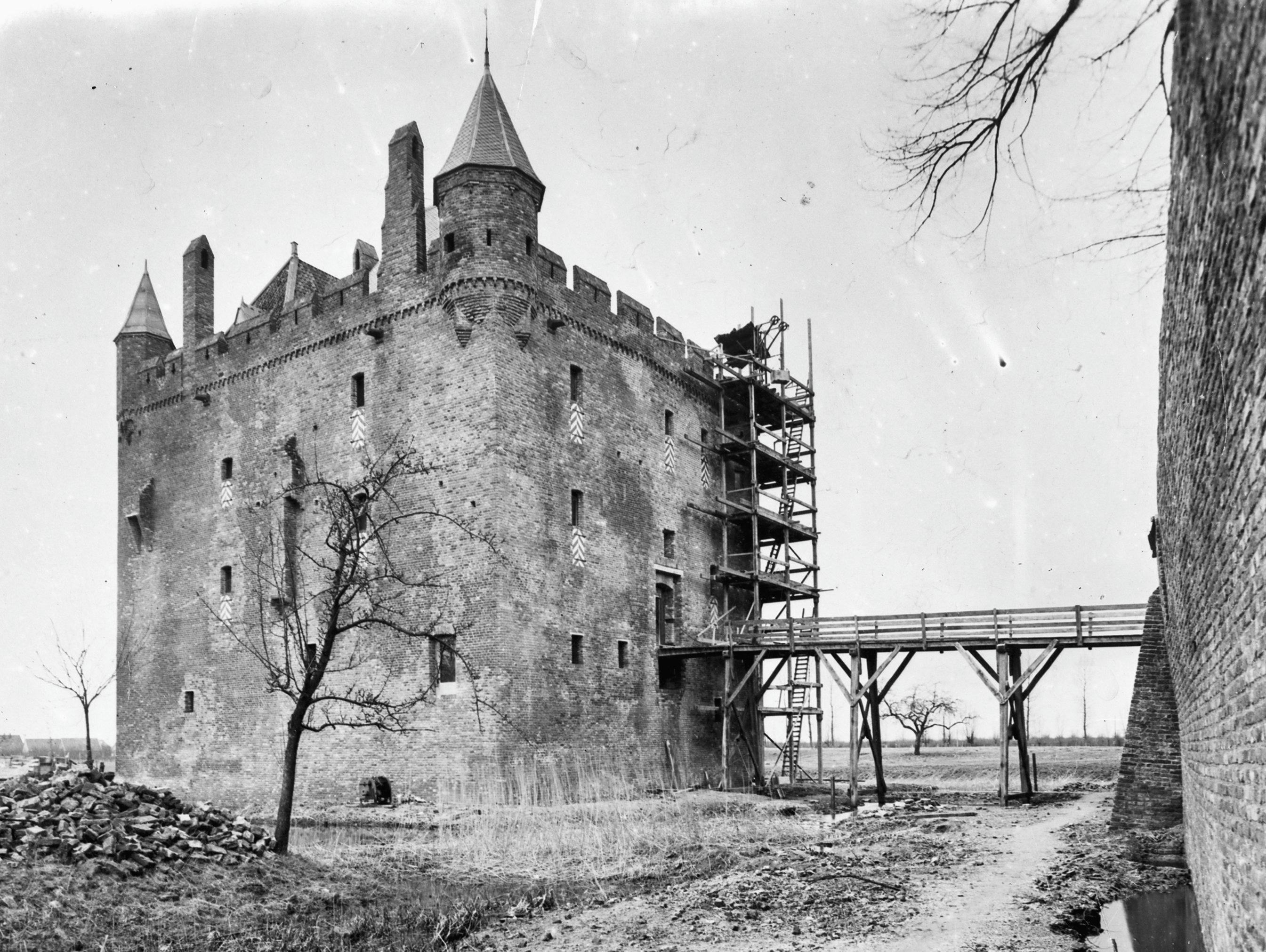
Le bâtiment principal pendant la restauration après le bombardement
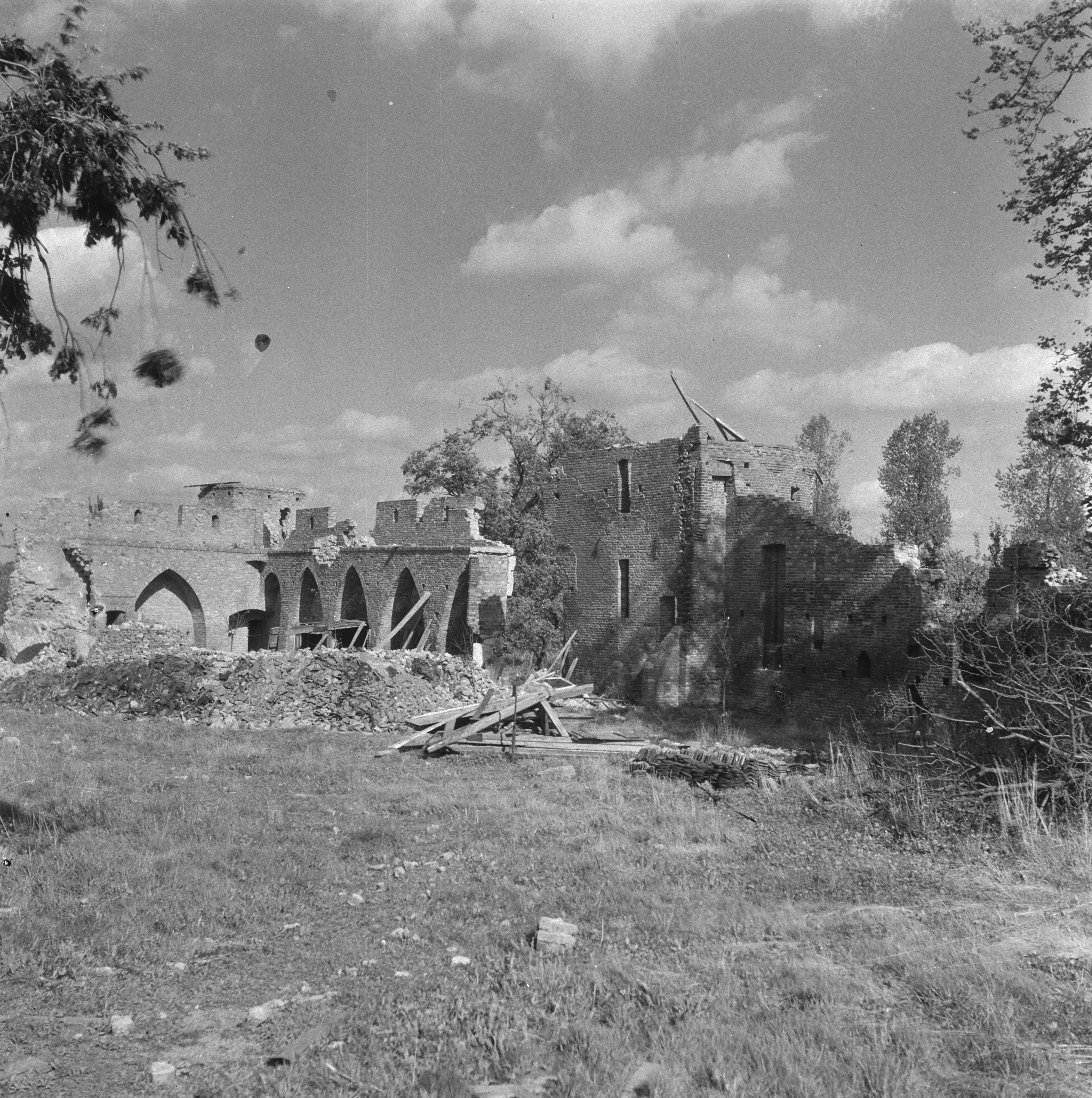
Le château à la fin de la Seconde Guerre Mondiale
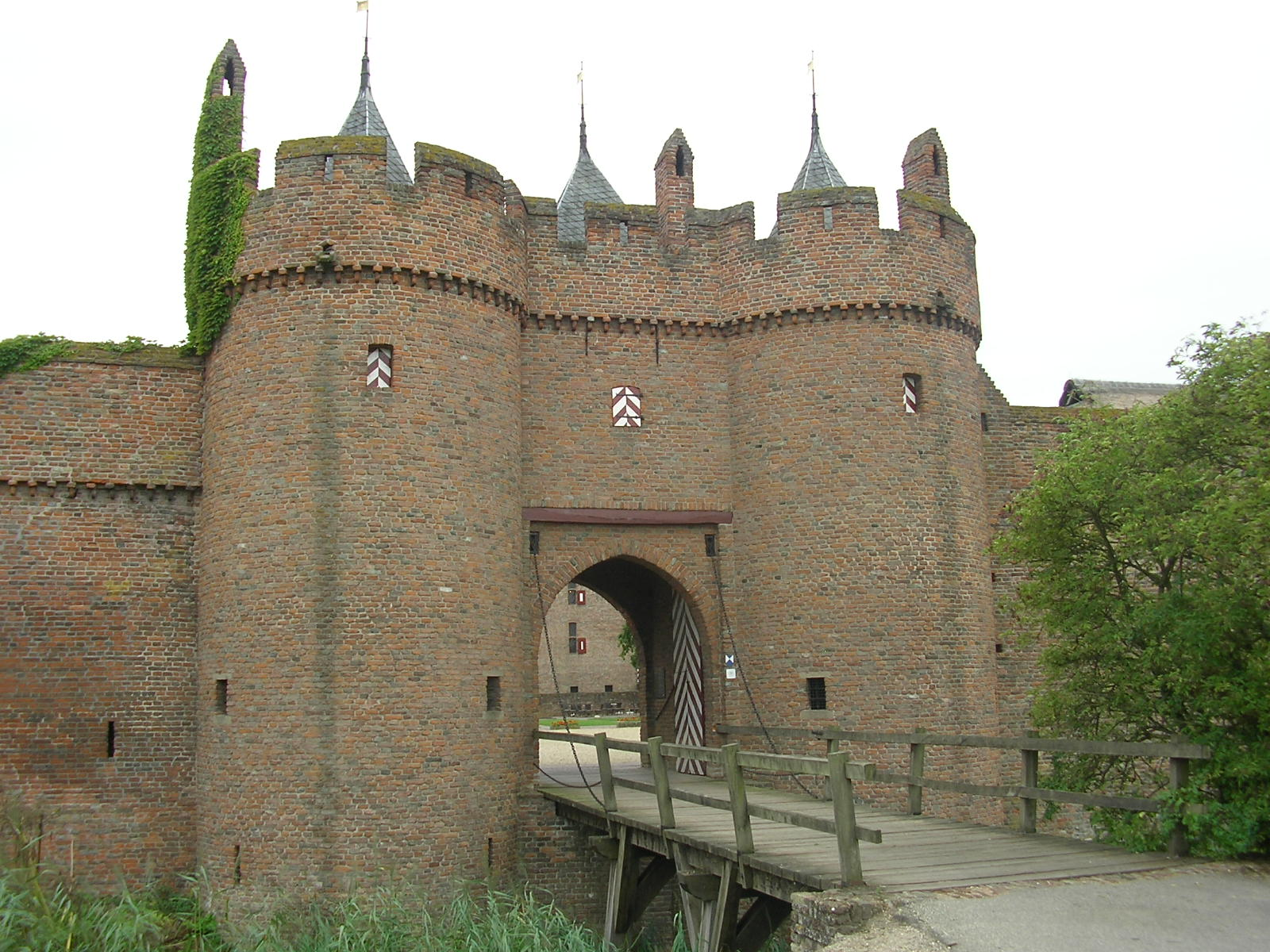
Le portail du château de Doornenburg
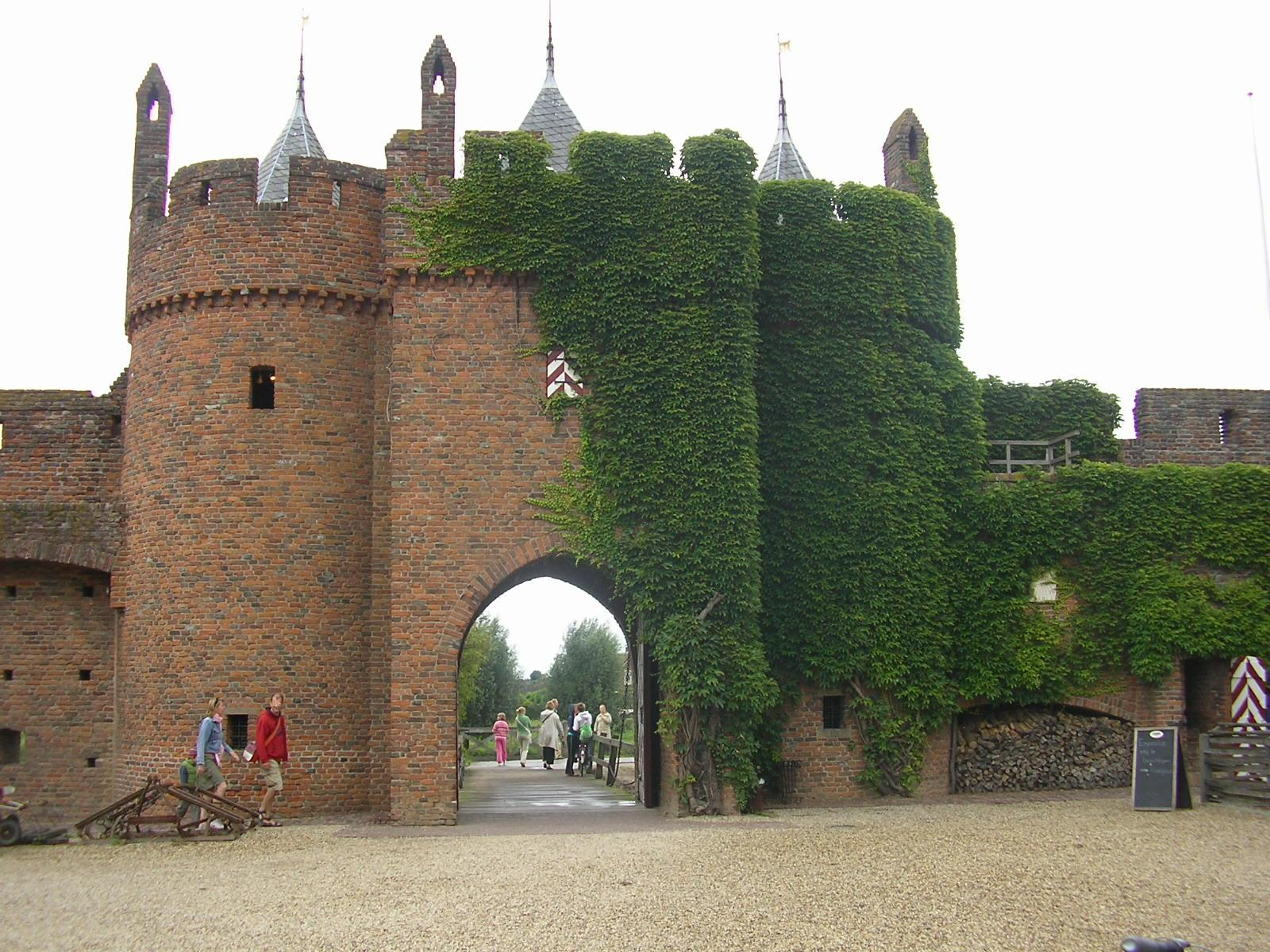
Le portail vu de la cour
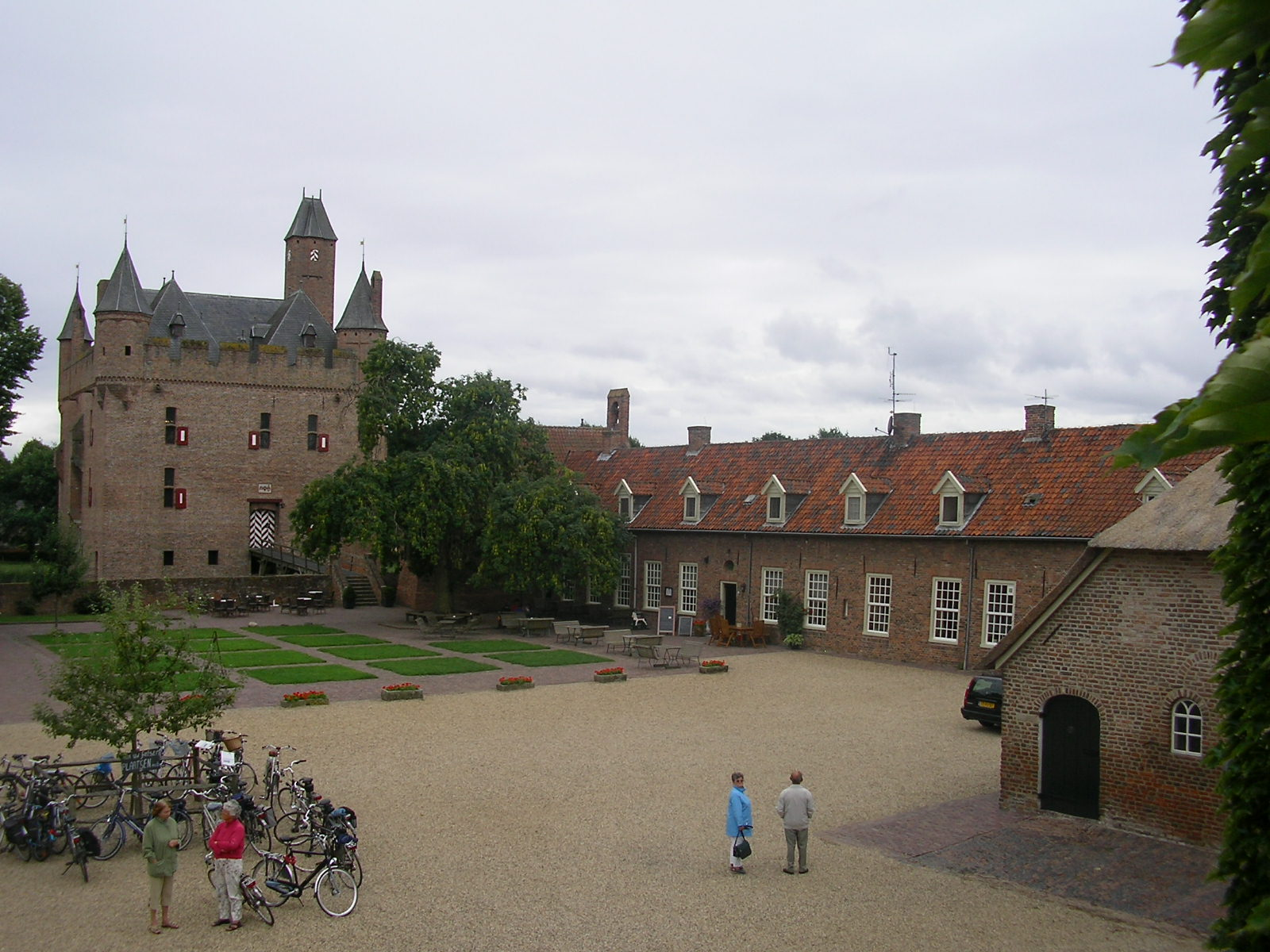
La cour
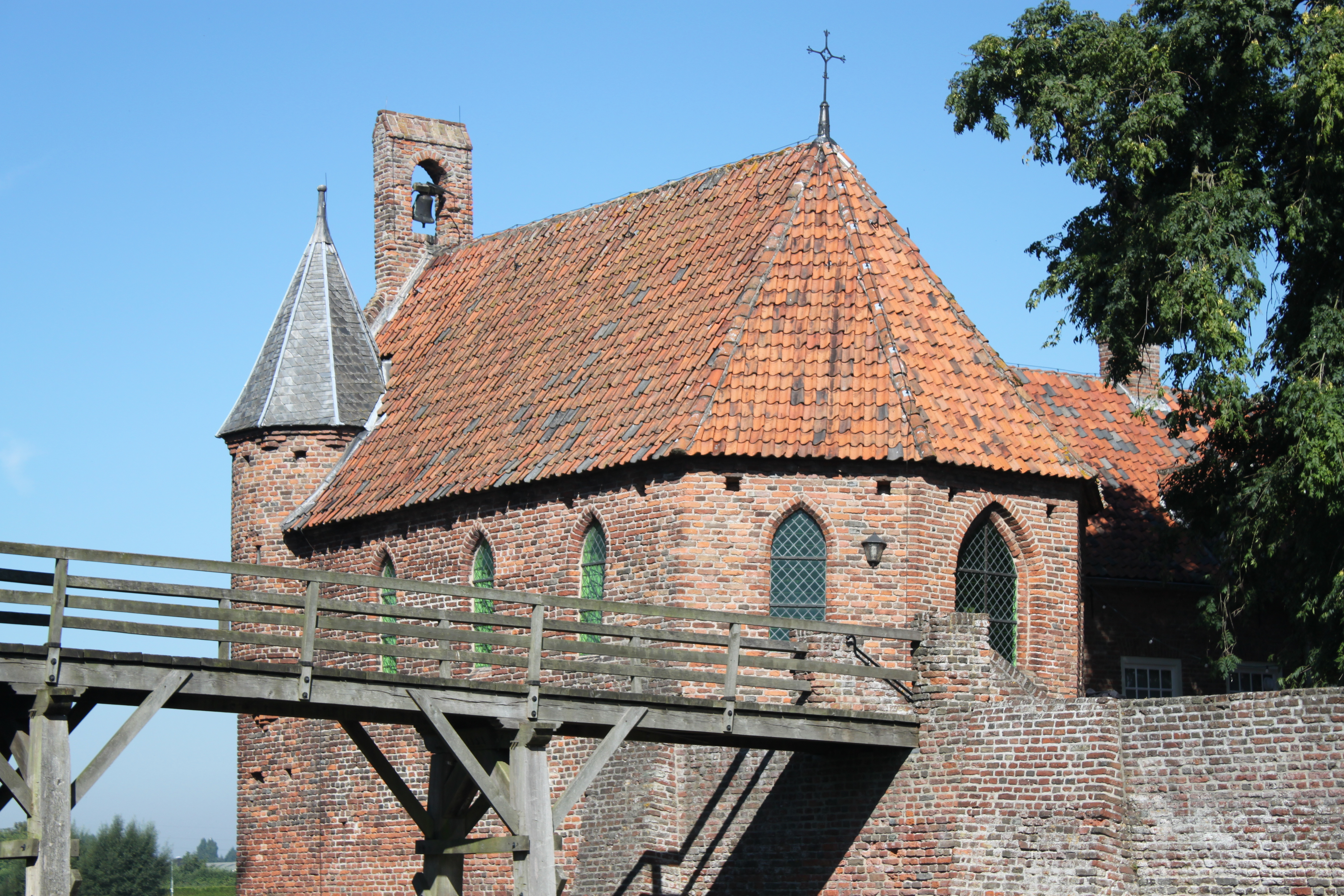
La chapelle
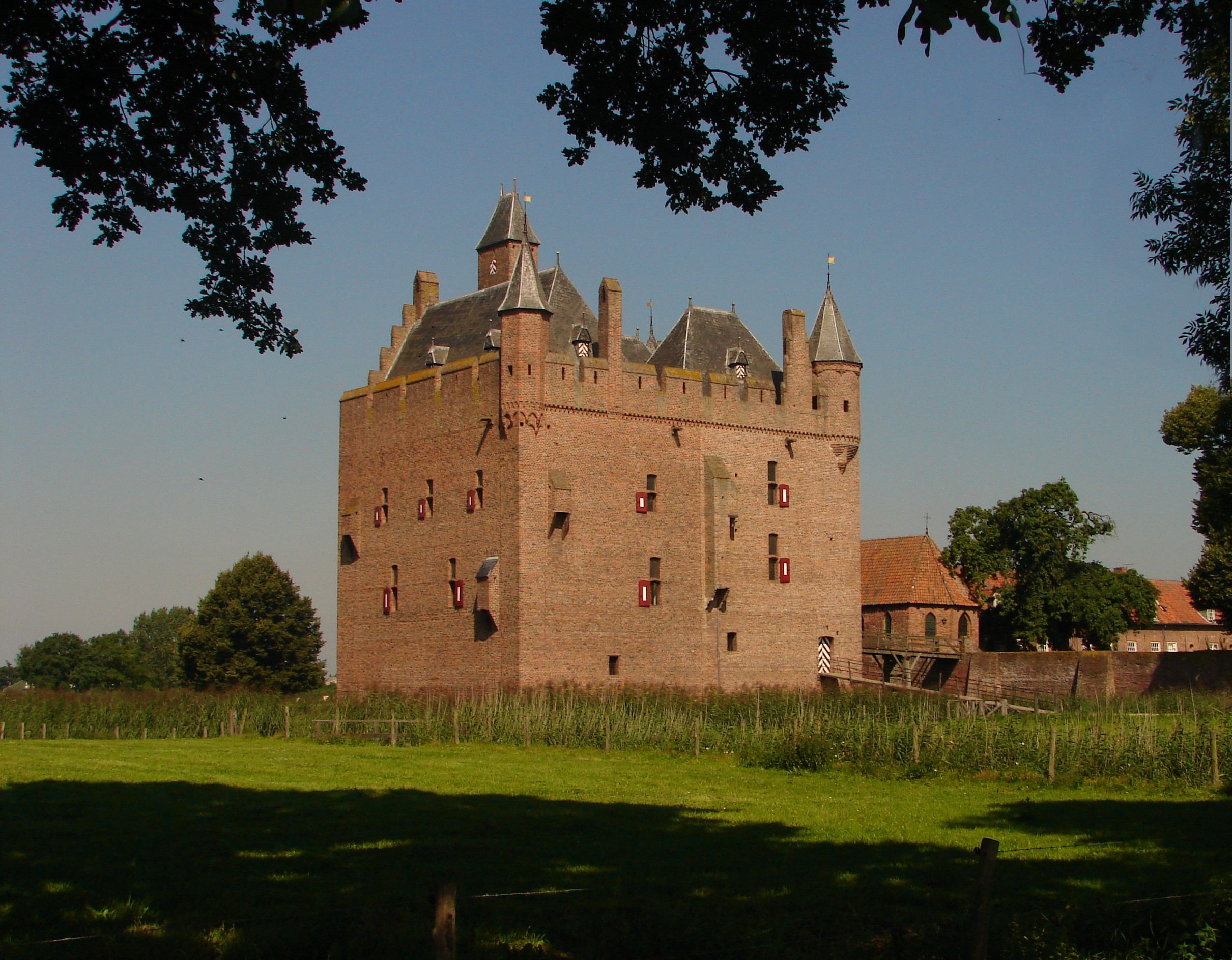
Le donjon
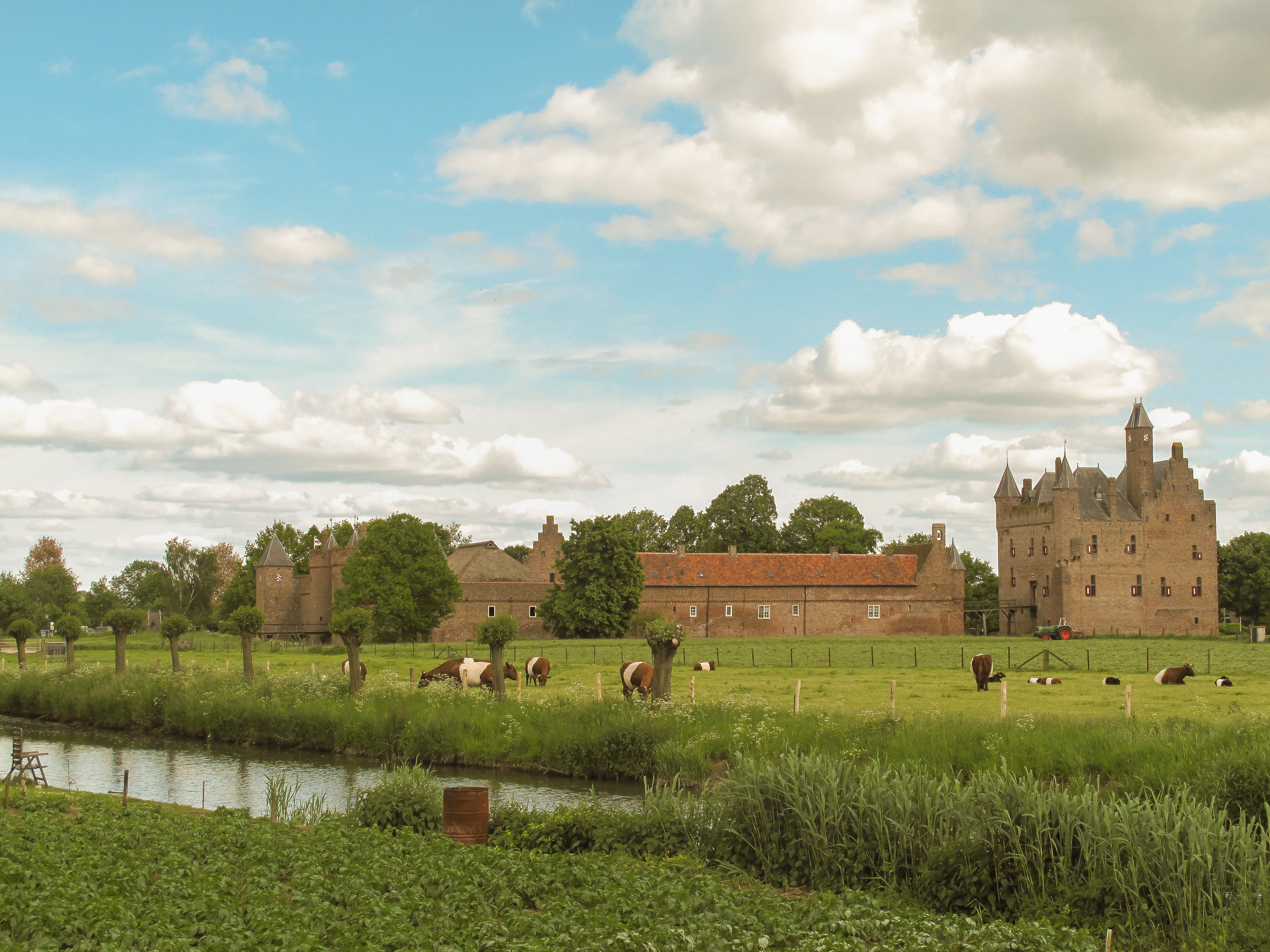
Vue d'ensemble du château

### Détails

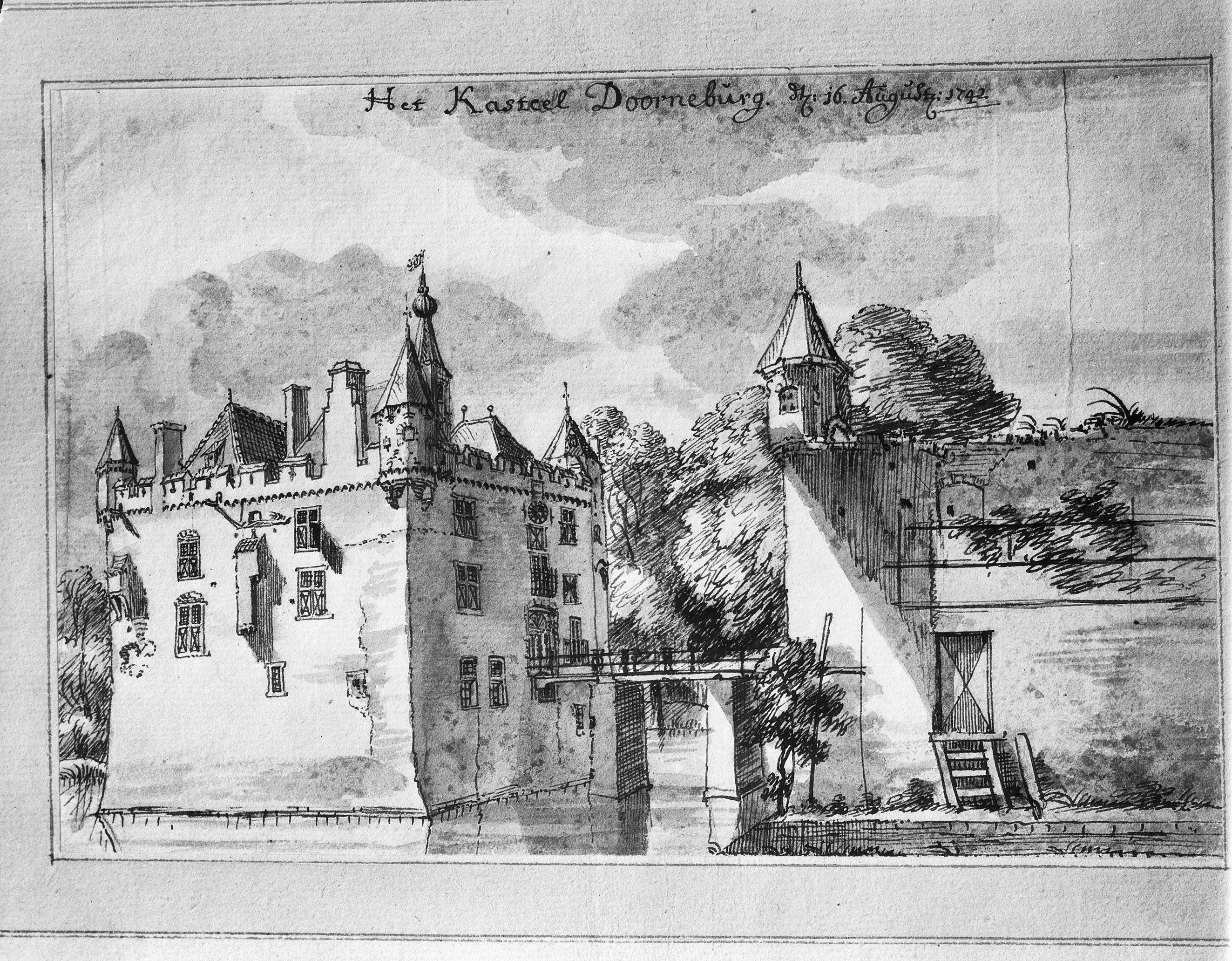
Le château par D. J. De Beyer en 1742
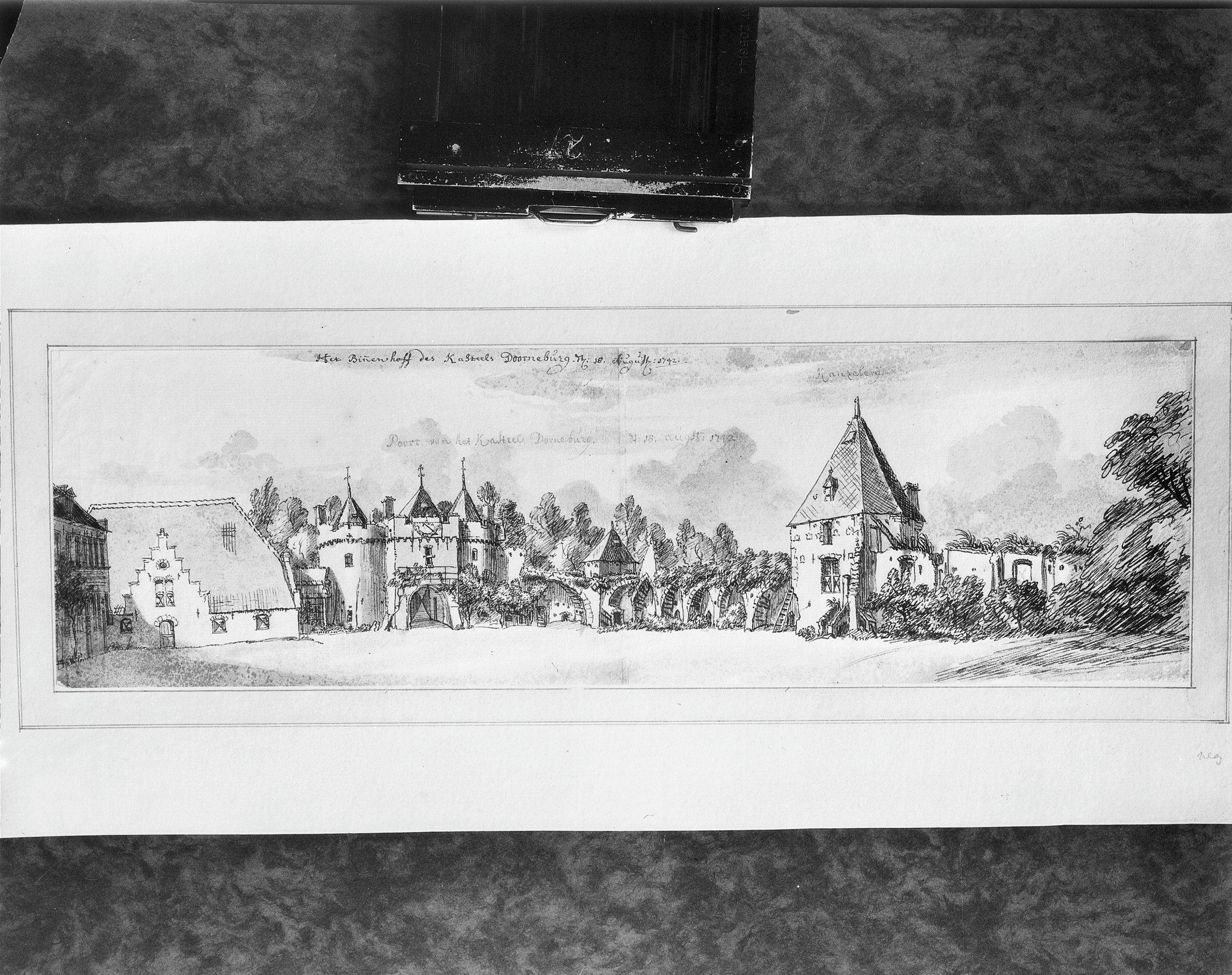
Vue de la cour par D. J. De Beyer en 1742
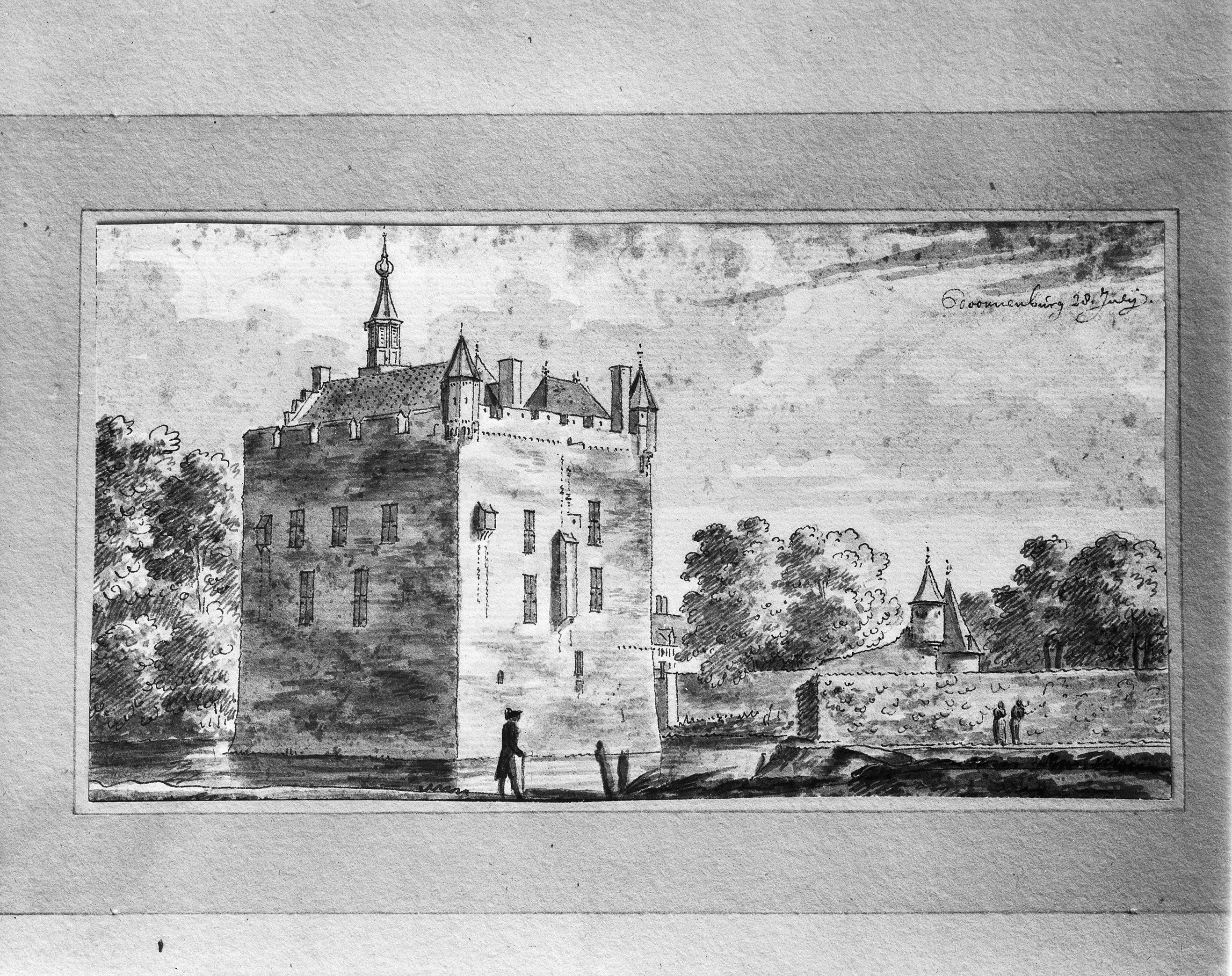
Aquarelle sans date
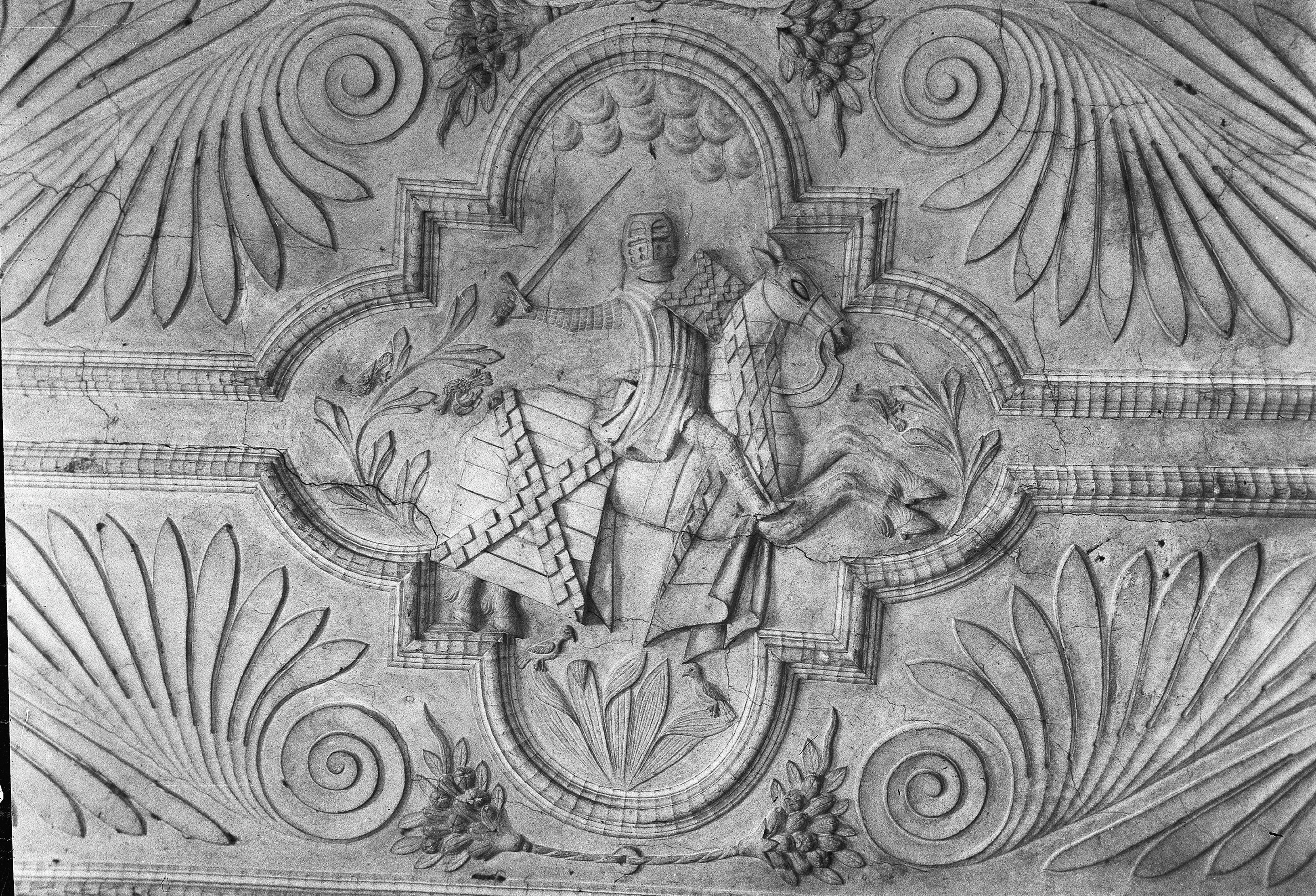
Détail de plafond
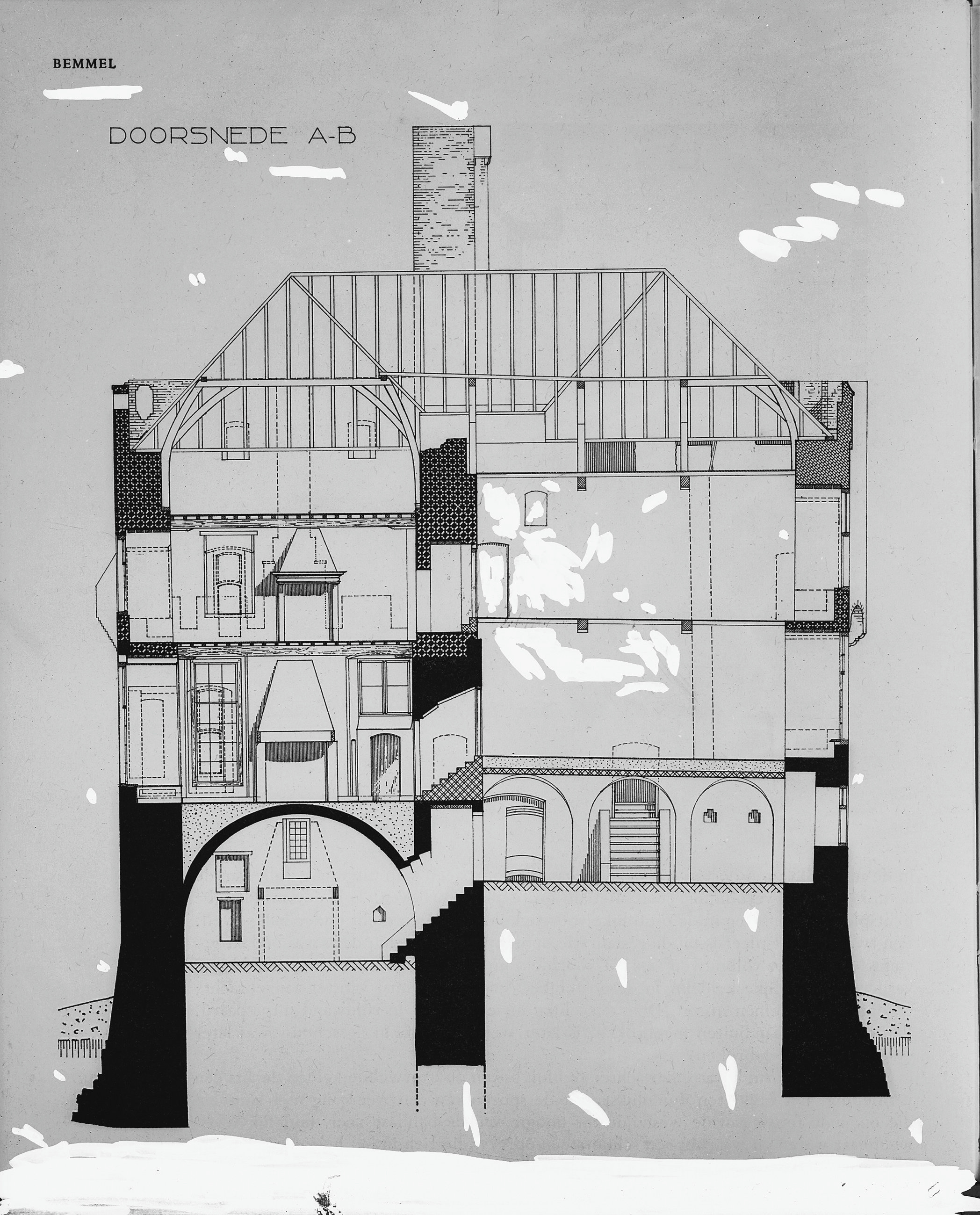
Vue en coupe du plan du château
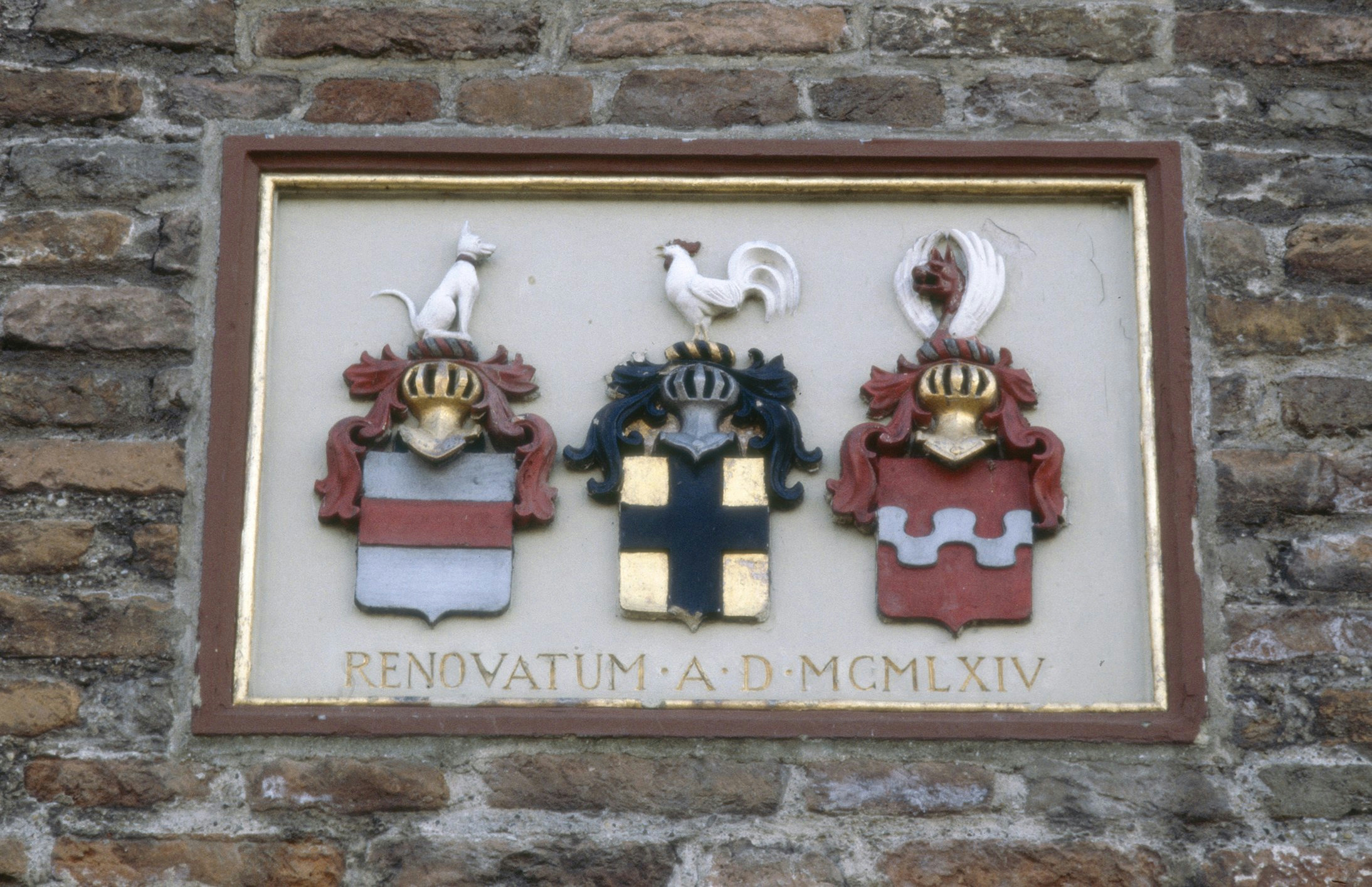
Plaque commémorative de la campagne de restauration de 1964
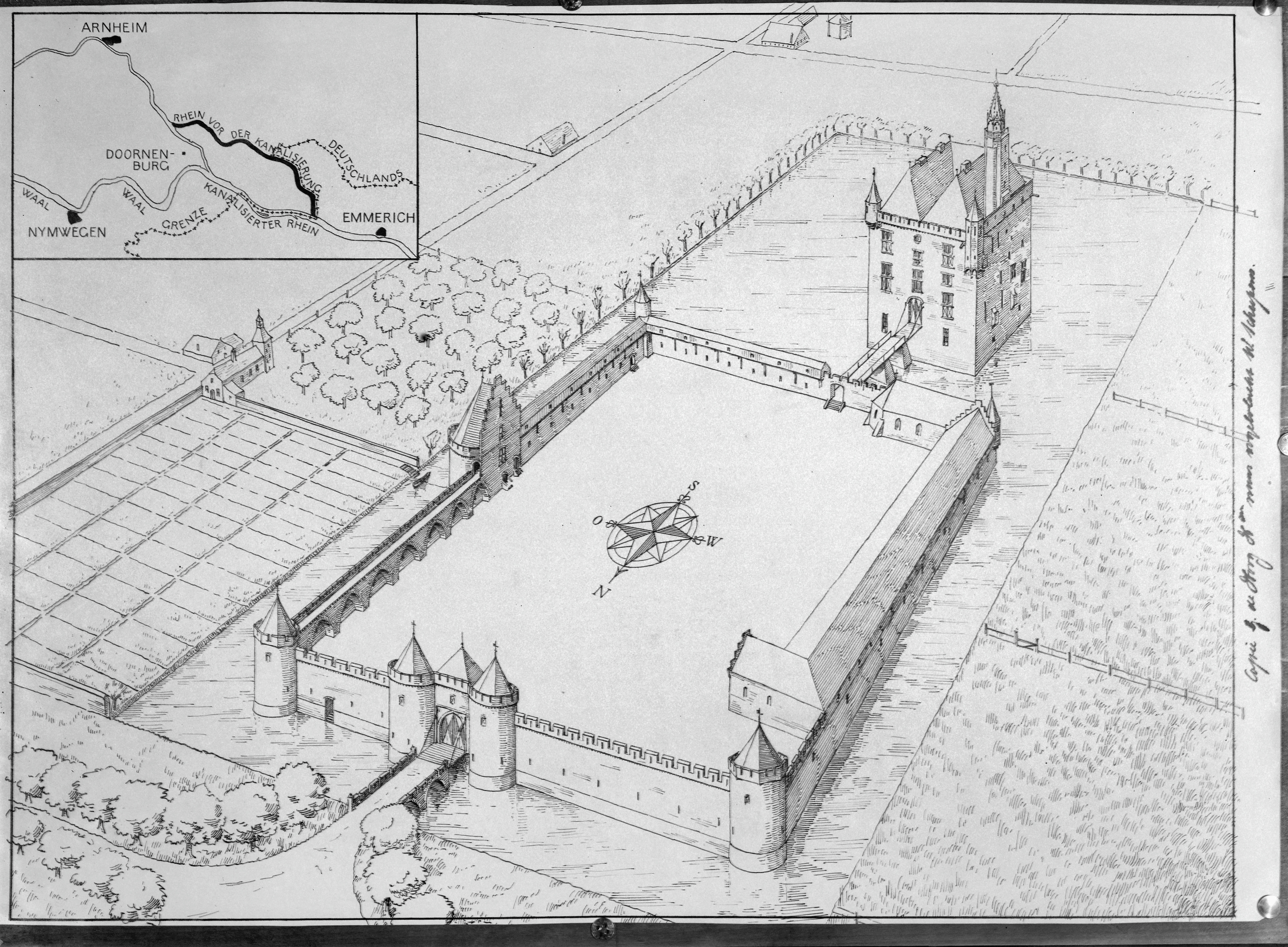
Vue en perspective à vol d'oiseau du château